# Bart Lubbers
Bart Lubbers (Rotterdam, 4 dicembre 1965) è un'imprenditore olandese.

## Carriera
Lubbers è il secondo figlio dell'imprenditore e poi politico Ruud Lubbers e di sua moglie Ria. Ha studiato storia all'Università di Utrecht e ha lavorato in una fabbrica di zincatura in Indonesia. Ha poi completato un MBA presso la Rotterdam School of Management dell'Università Erasmus di Rotterdam e presso la Stern Business School (Università di New York) a New York.
Nel 1993 entrò a far parte di Coopers & Lybrand, dove si occupò di consulenza su fusioni e acquisizioni. In seguito ha svolto attività di consulenza aziendale in modo indipendente ed è diventato direttore della società di investimento Breesaap. Oltre agli investimenti per Breesaap, Lubbers e altri fondarono diverse attività ad Amsterdam, tra cui il ristorante Wilhelmina-dok, il caffè-ristorante De Pont, il Tolhuis e il cinema Uitkijk.
Nel 1999, Lubbers fondò il quotidiano gratuito Metro, edizione olandese della casa editrice svedese Metro International, insieme a Tiago Jurgens e al giornalista tedesco Falk Majeda. Inizialmente il trio deteneva il 50% delle azioni, in seguito questa quota è stata ridotta al 10%. Nel 2005 le loro azioni furono riacquistate dalla società madre.
Nel 1997 pubblicò il libro Hoeveel Euro krijg ik voor mijn Gulden'.
Il 1° febbraio 2012, lui e Michiel Langezaal hanno fondato Fastned BV. Entrambi hanno acquisito una quota del 50% ciascuno. Nel 2013 ha scritto Fastned story, un racconto che descrive in breve come è nata l'idea e come è nata l'azienda Fastned.

## Vita privata
Lubbers è sposato, ha quattro figli e vive ad Amsterdam.